# Eckehard Pietzsch
Eckehard Pietzsch (* 14. Oktober 1939 in Blumberg, Nordsachsen) ist ein ehemaliger Volleyballspieler aus der DDR.
Pietzsch begann 1954 in Torgau mit dem Volleyball. Ab 1958 spielte er für den SC Rotation Leipzig, ab 1963 fungierte der Verein als SC Leipzig. Mit den beiden Vereinen holte Pietzsch zwölf Meistertitel.
1959 debütierte Eckehard Pietzsch in der Juniorennationalmannschaft der DDR, in der er auf insgesamt zwölf Einsätze kam. Ab 1964 spielte Pietzsch in der DDR-Nationalmannschaft und absolvierte bis 1972 227 Länderspiele. Ab 1966 erreichte Pietzsch mit der DDR-Auswahl bis 1972 bei allen großen Turnieren einen Platz unter den besten vier Teams. 1969 gewann er den Volleyball World Cup und im Jahr darauf war er dabei, als die DDR-Auswahl bei der Weltmeisterschaft 1970 in Bulgarien der Titel gewann. Im Finale wurde Pietzsch im fünften Satz beim Stand von 5:13 durch Wolfgang Weise ersetzt, der durch einige gelungene Zuspiele die Aufholjagd von zehn Punkten in Serie einleitete. Nach einem vierten Platz bei der Europameisterschaft 1971 erreichte die DDR-Mannschaft das Finale bei den Olympischen Spielen 1972 in München und erhielt nach der Finalniederlage gegen die japanische Mannschaft die Silbermedaille.
Eckehard Pietzsch lernte zuerst Betonbauer, danach Bauingenieur und schließlich Sportlehrer. Nach seiner Karriere war er als Volleyballtrainer und Sportlehrer tätig. Nach der Wende war er bis zur Verrentung 2002 zuerst Angestellter und dann selbstständiger Leiter eines Handelsgeschäfts.